# The History Press

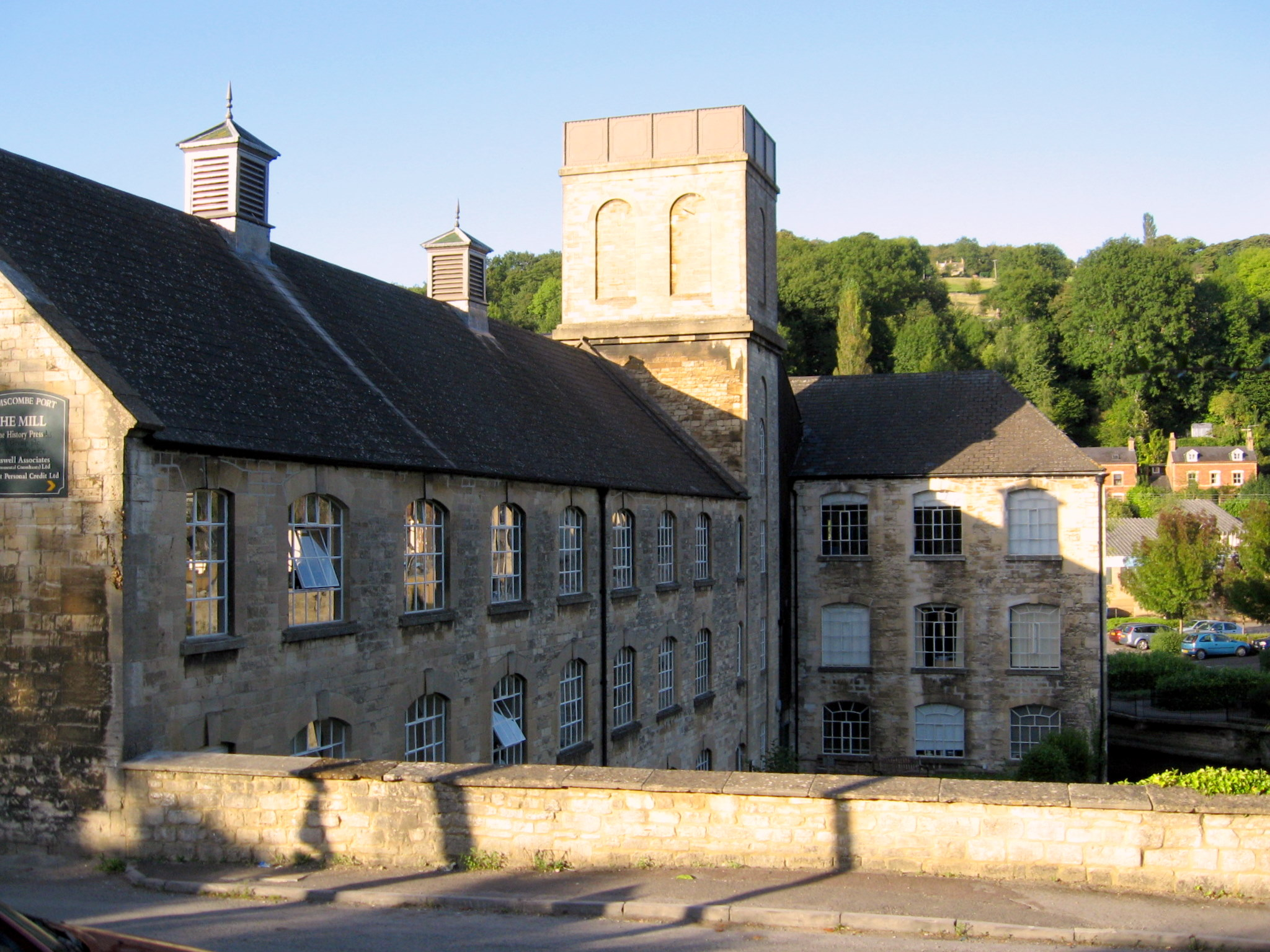
Unternehmenssitz („Port Mill“) in Stroud (2009)

The History Press ist ein britischer Verlag aus Stroud mit Niederlassungen in Deutschland, Irland, Frankreich, den Vereinigten Staaten und Belgien. Der auf orts- und spezialgeschichtliche Literatur wie Militärgeschichte, Sportgeschichte, Kriminalgeschichte und Genealogie spezialisierte Verlag wurde 2007 gegründet und gilt mit mehr als 500 Neuerscheinungen im Jahr als landesweit größter in diesem Bereich.
Die Ursprünge des Hauses gehen auf mehrere kleine Verlage und die NPI Media Group aus den 1970er Jahren zurück. Imprints sind Spellmount, Pitkin, Phillimore und The Mystery Press.